# Jéferson (futebolista)
Jéferson Rodrigues Gonçalves, mais conhecido como Jéferson (15 de julho de 1984), é um ex-futebolista brasileiro que atuava como meio-campo.

## Carreira
Jéferson nasceu em Brasília, vindo de família humilde do interior de Minas Gerais, mais especificamente do município de Presidente Olegário, e tendo uma infância difícil. Aos quinze anos, passou numa num teste para garotos (peneira) e foi para Belo Horizonte. Um ano depois voltou para Brasília e, após mais um ano, já estreava pelos profissionais do Brasiliense. Ficou quatro anos no clube, após isso foi emprestado para o Atlético Goianiense e foi campeão regional pelo mesmo.
Após isso, foi contratado pelo Santo André. Fez uma boa temporada pelo clube, aonde formava um trio ofensivo com Elton e Márcio Mixirica. No ano de 2008, foi o artilheiro do clube anotando, no total, 11 gols e conquistou o acesso à Série A do Campeonato Brasileiro para o Ramalhão.
No final do ano vitorioso, recebe a chance da sua vida, a chance de jogar em um clube grande e de expressão. Jéferson é contratado pelo Club de Regatas Vasco da Gama. E ele não desperdiçou a chance, fez um ótimo estadual e uma boa Copa do Brasil, marcando 4 gols pelo clube, até que se machucou.

### Vasco
Jéfferson teve um início de temporada de 2009 conturbado no Vasco. Após ter sido escalado irregularmente na estreia do clube do Campeonato Carioca 2009, fato que acabou resultando na perda de 6 pontos e consequente eliminação do clube no primeiro turno, Jéfferson demorou a se firmar com a camisa Vascaína. Após sete partidas sem destaque de acordo com notas dadas pelos torcedores, o jogador marcou gols em dois jogos consecutivos, contra Madureira e Flamengo-PI respectivamente, e a partir daí teve uma sequência de boas atuações, sendo destaque inclusive na vitória contra o Flamengo.
Após uma fraca atuação na partida contra o Botafogo, Jéferson sentiu um entorse no tornozelo esquerdo, desfalcando o clube para as próximas partidas. Seu retorno foi anunciado para a estreia do Vasco no Campeonato Brasileiro da Série B, no entanto seu retorno só ocorreu no primeiro confronto contra o Corinthians pela Copa do Brasil. Jéferson teve uma fraca atuação, fato que o jogador justificou pela falta de ritmo de jogo.
Apenas quatro jogos após seu retorno, Jéferson voltou a frequentar o departamento médico. Desta vez por um problema muscular na coxa.
Na semana de seu novo retorno ao time, contra a Ponte Preta, admitiu estar em débito com o clube e a torcida, no entanto, voltou a se contundir no mesmo local.
O jogador só voltou a atuar quatro meses e meio depois e classificou esse tempo como um "largo tempo de espera e sofrimento"
Jéferson iniciou a temporada de 2010 apresentando problemas na panturrilha, mas foi novamente um problema na coxa que evitou sua anunciada reestreia contra o Sousa.
O jogador teve sua última reestreia no Clássico dos Milhões em que, apesar da derrota do clube frente o maior rival, Jéferson comemorou sua vitória pessoal por ter voltado aos gramados.
O jogador realizou mais três partidas (empate com o ASA e derrotas frente o Olaria e Americano) e novamente se contundiu, logo no início do clássico com o Fluminense e só retornou na partida do Brasileirão, Vasco 3 a 2 Inter, o Vasco vinha jogando muito mau essa partida e Jéferson estava no banco, Vasco foi para o intervalo perdendo de 2 x 0 e com a entrada de Jéferson o time melhorou e virou a partida com grande atuação de Jéferson e Philippe Coutinho quando parecia que ele ia engrenar no time titular do Vasco, teve a parada para a Copa do Mundo o Vasco se reforçou trazendo o Ídolo Felipe, Éder Luís, Zé Roberto e a subido do garoto Jonathan para os profissionais, ele perdeu a vaga e foi emprestado para o Avaí.
No final da temporada 2010, Jéferson retornou ao Vasco da Gama, sendo no início da temporada um décimo segundo jogador, mas com os péssimos resultados no Campeonato Estadual e a dispensa de Carlos Alberto ele teve várias chances e jogou bem, mas com a chegada do Bernardo ele perdeu a vaga e depois começou a nem ser relacionado com a chegada de Diego Souza. Começou a receber chances no Expressinho jogado muito bem contra Ceará, e América-MG, mas ainda não é um titular.
No dia 08 de Junho de 2011, se sagrou campeão da Copa do Brasil, sendo este o título mais importante da sua carreira.
Em 1º de setembro de 2015, Jéferson acerta seu retorno ao Vasco da Gama, assinando até o fim da temporada. De volta ao Vasco desde setembro, Jéferson sequer reestreou pela equipe. Apesar disso, o meia está de contrato renovado com o clube, com duração até dezembro de 2016. Já são sete meses sem atuar em uma partida oficial. Em 2015, foram apenas 4 jogos e nenhum gol marcado vestindo a camisa do Boavista no Campeonato Carioca.
Após o Campeonato Carioca pelo Madureira, Jéferson retornou ao Vasco, porém, sem fazer parte dos planos para o restante da temporada. Seu contrato termina no fim de 2016.

### Avaí
Em Agosto de 2010, Jéferson foi emprestado ao Avaí para o restante do Campeonato Brasileiro e disputa da Copa Sul-Americana. Sua estreia foi no dia 15 de agosto de 2010 num jogo em que o Avaí venceu o Corinthians na Ressacada por 3 a 2 pelo Campeonato Brasileiro, Jéferson entrou no segundo tempo no lugar de Robinho.

### Empréstimo para o Kansas
Em julho de 2011, após poucas chances no time do Vasco, Jéferson foi emprestado ao Sporting Kansas City até o fim da temporada. Sua estreia pelo time foi no dia 20 de julho de 2011, num amistoso contra o Newcastle disputado no Livestrong Sporting Park na cidade de Kansas. O jogo terminou empatado em 0 a 0. Após o termino do contrato, Jéferson deixou a equipe.

### Bahia
Ao fim de 2011, Jéferson retornou ao Brasil e rescindiu contrato com o Vasco, para em seguida ser anunciado como reforço do Bahia para 2012. Logo a pré temporada Jéfferson se contundiu seriamente, fato que postergou sua estreia pelo clube.

### Atlético-GO
Acertou, no dia 31 de julho de 2013, com o Atlético-GO até o final do ano.

### Boavista
Em dezembro de 2013, acertou para 2014, com o Boavista. Após o Campeonato Carioca foi emprestado ao América-RN para a disputa do Campeonato Brasileiro da Série B.

### Madureira
Em janeiro de 2016, sem espaço no clube cruzmaltino, Jéferson foi emprestado ao Madureira, até o final do Campeonato Carioca.

### Aposentadoria precoce
Em 2017, Jéferson encerrou sua carreira, de forma precoce, aos 32 anos, devido a inúmeras lesões e virou empresário na cidade de Joao Pinheiro - Minas Gerais e dono de escolinha e academia em Minas Gerais.

## Títulos
Brasiliense
- Campeonato Brasiliense: 2005

Atlético Goianiense
- Campeonato Goiano - Segunda Divisão: 2005

Santo André
- Campeonato Paulista - Série A2: 2008

Vasco da Gama
- Campeonato Brasileiro - Série B: 2009
- Copa do Brasil: 2011
- Copa da Hora: 2010

Bahia
- Campeonato Baiano: 2012[26]

Boavista
- Taça Rio: 2014